# ميدواي (فلم 2019)
ميدواي (بالإنجليزية: Midway) هو فيلم حربي أمريكي من إخراج رولان إيميريش وبطولة وودي هارلسون. الفيلم من بطولة إد سكراين، وباتريك ويلسون، ولوك إيفانز، وآرون إيكهارت، ونيك جوناس، وإتسوشي تويوكاوا، وتادانوبو أسانو، ولوك كلينتانك، ودجون كيناميرا، ودارين كريس، وكيان جونسون، وماندي مور، ودينيس كويد، ووودي هارلسون.
حصد الفيلم إيرادات بقيمة 124.8 مليون دولار، مُقابل ميزانية إنتاج وصلت 100 مليون دولار.

## القصة
يتحدث الفيلم عن معركة ميدواي في المحيط الهادئ خلال الحرب العالمية الثانية.

## البطولة
- وودي هارلسون بدور الأدميرال شيستر نيمتز.
- لوك إيفانز.
- ماندي مور.
- باتريك ويلسون.
- إد سكراين.
- آرون إيكهارت.
- نيك جوناس.
- دينيس كويد.

## الإصدار
تم إصدار الفيلم في 8 نوفمبر 2019، تزامنا مع عطلة يوم المحاربين القدامى.

## روابط خارجية
- مقالات تستعمل روابط فنية بلا صلة مع ويكي بيانات